# Воланте (Фрозиноне)
Воланте је насеље у Италији у округу Фрозиноне, региону Лацио.
Према процени из 2011. у насељу је живело 25 становника. Насеље се налази на надморској висини од 403 м.